# Gare d’Audrieu
Gare d’Audrieu vasútállomás Franciaországban, Audrieu településen.

## Vasútvonalak
Az állomást az alábbi vasútvonalak érintik:
- Mantes-la-Jolie–Cherbourg-vasútvonal

## Kapcsolódó állomások
A vasútállomáshoz az alábbi állomások vannak a legközelebb:
- Gare de Bayeux
- Gare de Bretteville - Norrey